# Цао Цао
Цао Цао (кин: 曹操; пин: Cáo Cāo; 155 – 15. март 220) био је кинески генерал и државник и претпосљедњи канцелар у Источној Хан династији који је постао велики поглавар током својих коначних година у античкој Кини. Године 204. контролисао је северни део Кине који је под његовим сином постао краљевство Веи.

## Поезија
Цао Цао jе био песник. Сачуване су 24 његове песме. Чувена Цао Цаова песма „Гледајући плаво море“ једноставним језиком описује величанствени призор, а уз то, она је прва кинеска песма у којој је пејзаж главни мотив. Цао Цаова поезија, у којој се много пажње придаје уметничкој вредности песме, допринела је развоју поезије коју су написали образовани људи.
Заједно са његовим синовима Цао Пи, Цао Џи, они су заједничко познати као „Три Цаоа“ у поезији. Заједно са неколико других песника у то време, њихове песме јесу темељи примера ћјенан песама (кин: 建安風骨; ћјенан је кинеско име ере за период 196-220).